# ブルーノZB26軽機関銃
ブルーノZB26軽機関銃（Lehký kulomet vz. 26）は、1926年にチェコスロバキアで開発された軽機関銃である。
「vz.～」は「～年式、～年型」を意味するので、直訳すると「Lehký kulomet vz. 26」は「1926年式軽機関銃」となる。
日本軍ではチェコ機銃と通称された。

## 開発経緯

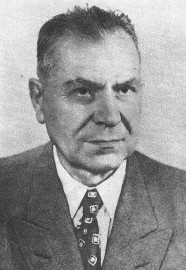
設計者のヴァーツラフ・ホレク（1886-1954）

第一次世界大戦中、各国の軍隊は軽機関銃を「威力の低い妥協の産物」としか見ていなかった。当初の軽機関銃は既存品の臨時採用（ルイス）、重機関銃の軽量化（MG08/15)、量産性は優れるが作動が不安定なもの（ショーシャmle1915）等で、必ずしも満足できる性能であるとは言い難かった。しかし戦訓を検討するにつれ、可搬性が高く歩兵分隊に随伴でき、コンパクトで容易に射撃位置につけられ、戦闘での即応性に優れる軽機関銃は、もはや近代的な歩兵戦闘に不可欠な存在であることは明らかだった。
これに伴い、各国の軍隊では第一次大戦中から本格的に軽機関銃の研究開発を開始、大戦末期のアメリカ軍のブローニングM1918A1 BARに始まり、1920年代には日本で十一年式軽機関銃、フランスでFM mle1924/29軽機関銃、ソ連でもDP28軽機関銃が制式化されるなど一気に軽機関銃の採用ラッシュが始まった。
チェコスロバキアもこの趨勢に従い、軽機関銃の開発・生産を盛んに行った。

背景には二つの動機があった。一つは国防のためで、旧オーストリア＝ハンガリー帝国から独立して間も無いチェコスロバキアの国軍は弱小であり、国防力整備が急務であった。もう一つは外貨の獲得で、大量生産した機関銃を輸出した。そしてオーストリア＝ハンガリー帝国時代からの重工業地帯であったチェコ地域には、優秀な兵器を開発・生産するだけの充実した工業基盤が存在していたのである。
チェコ陸軍は1923年に新軽機関銃の要求仕様を確定し、ブルノ兵器廠の銃技師であったヴァーツラフ・ホレクにより設計が行われた。試作は極めて順調で、1926年にブルノZB vz.26軽機関銃としてチェコスロバキア陸軍に制式採用された。
銃自体の重量は約8.9 kgと他国の軽機関銃と比べ若干軽量であった。ガス圧作動方式を採用し、前方照準器の下側にガスブロックを備え、ここからガスチューブへガス圧を導入した。
作動機構は、オープンボルト式のガス圧作動方式であり、ティルトボルト式のボルト閉鎖機構が採用されている。ガスピストンロッドと一体化したボルトキャリア上面の傾斜面によってボルト後部が上下に操作される。トリガーを操作すると、解放されたガスピストンロッドの前方への移動によりボルト後部が上昇し（ボルトは水平状態となる）、ボルト後部上面の突起が上部レシーバーの天井の切り込みにかみ合いボルトが閉鎖される。発射によって高圧ガスがガスチューブへ流入すると、ガスピストンロッドの後方への移動によりボルト後部が下降し（ボルトは後部が斜めに下がった状態となる）ボルトが開放される。
弾薬は小銃弾（7.92 mm×57モーゼル弾）をそのまま使用できた。銃身には起倒式のキャリングハンドルが付属し、これを使って過熱した銃身の交換作業を容易に行うことができ、左下方向で固定すると手持ち射撃の際に保持するグリップとしても利用できた。また銃身自体も300発ほどなら無交換で使用できた。弾倉挿入口と排莢口には手動式の防塵カバーが付属する。そしてZB26軽機関銃の最大の特徴は「壊れにくい」ことにあった。当時の他国製の機関銃と比べ、ZB26軽機関銃の機関部などの故障の少なさは驚くべきものであった。高性能で価格も安いZB26軽機関銃は各国に知られるところとなり、多くの国から輸出の引き合いがあった。

## バリエーション
ZB26
ZBシリーズの初期生産型。故障が少なく他国に大量に輸出された。
ZB27
ZB26改良型。銃身、遊底構造の単純化及びガスシステムを改良したもの。
ZB30
ZB27を輸出向けに改良。弾種に応じてガス圧力を調節できるよう、ガスブロックの前面にガスレギュレータを追加。銃身開放レバーの誤操作を防ぐため、固定ラッチに保護カバーを追加。銃身が固定されていない状態で誤発射することがないよう、銃身開放レバーが引き上げられているとガスピストン・ボルトキャリアの後退を途中で規制。銃床の下面に単脚などを追加できる金具を追加。レシーバーの左前方に対空照門を取り付けるためのブラケットを追加。ルーマニア向けでは輸出に加え、現地でライセンス生産もされた。

MG26(t)
ドイツ国防軍のチェコスロバキア占領の際に鹵獲されたZB機関銃のドイツ側呼称。
MG146(j)
ドイツ国防軍のユーゴスラビア占領（ユーゴスラビア侵攻）の際に鹵獲されたZB機関銃のドイツ側呼称。
Vz.52
ZB26を改修した最終前期生産型で7.62x45mm vz.52弾または7.62x39mm弾を使用する。給弾方法を弾倉と金属製弾帯とで切り替えることができる。
UK Vz59
Vz.52に続く最終後期生産型。7.62x54mmR弾を使用する(7.62x51mm NATO弾を使用するものも有る)。一部の部品を付け替えることにより、各種用途の機関銃として使用出来るベルト給弾式汎用機関銃である。
この他にもZB26軽機関銃の優秀性からライセンス生産を行った国も多い（中華民国やイギリスのブレン軽機関銃など）。

## 他国での使用
1926年から生産されたZB26軽機関銃はその後順調に他国への輸出を伸ばし、輸出先の国々で高評価を得た。制式採用した国はルーマニア、リトアニア、ユーゴスラビアであり、ユーゴスラビアでは国産化も行われた。
イギリスはZB30を原型としてブレン軽機関銃を開発採用した。ブレン軽機関銃は第二次世界大戦中に援助兵器としてソ連にも供給された。もっとも弾薬規格が.303ブリティッシュ弾のままで、ユニバーサルキャリアに搭載された物を除き前線で使用されることはなかった。
チェコスロバキアがナチス・ドイツに占領されると、ドイツ陸軍でも、MG34の代用として1930年代末から1940年にかけて限定的に使用された。慢性的に兵器不足だった武装親衛隊では、一部のエリート部隊を除き、第二次世界大戦中を通じて広範囲に使われている。第二次世界大戦中にドイツから武器供給を受けた独立スロバキア軍、クロアチア独立国軍でも使用された。なお、チェトニクはユーゴスラビア軍の装備していたZB26をそのまま使用していた。
一方アジア方面にも輸出され、特に中華民国にはZB26やZB30軽機関銃が大量に輸出され、その後国産化も行われた。
国府軍に装備されたZB26は、第二次上海事変における“日中双方”の主力軽機として使用される活躍を見せた。
日本陸軍の十一年式軽機関銃が弱装の6.5 mm×50SR弾薬（三八式実包・2,615 J）を使用していたのに対し、ZB26は威力や射程で勝る
7.92 mm×57弾薬（3,600～4,100 J）を使用していた。
また十一年式は開口部が多い構造で、とくにホッパー式給弾機構では挿弾子が保護されていないため砂塵や泥濘に弱く、“突込・送弾不良”といった故障が頻発して使い物にならなかったのに対して、ZB26は故障知らずであり、軽機どうしの射撃戦で日本軍は圧倒されたため多くの兵員が失われた。
日本兵の多くはZB26の攻撃で斃されたため、日本兵は“無故障機関銃”“チェッコ機銃”と呼んで恐れたが、いったん鹵獲すると“我軍新鋭機銃”と称してそのまま使用したため、結果としてZB26は中国軍・日本軍の双方で主力軽機として使用される事になった。
重機関銃の三年式機関銃ですらZB26に十分対抗できず、7.7 mm×58SR弾（九二式実包

・3,712 J）を使用する九二式重機関銃の登場で日本軍はようやくZB26との射撃戦に一定の見通しを得たほどだった。
日本軍は、中国でZB26軽機関銃を製造していた太沽造兵廠などを占領し、大量の7.92 mm×57弾とZB26を鹵獲すると、これを準制式として「チ」式七粍九軽機関銃の名で採用し装備に加え、弾薬も九八式普通実包として日本国内の造兵廠で製造するようになった。国産化された7.92 mm×57弾薬は、後に航空機用の九八式旋回機関銃（ドイツのMG15の国産化）の試験に際して流用された（このためか、日本海軍型である一式旋回機銃も搭乗員によってチェッコ機銃と呼ばれている）。日本軍は2万挺ものZB26を運用した。
その後、十一年式軽機関銃に代わる新型軽機関銃の研究・開発の際、陸軍造兵廠は鹵獲したZB26を参考に、一部変更を加えた試製B号軽機関銃を試作した。この銃は南部銃製造所案の試製A号軽機関銃（九六式軽機関銃の試作型）より性能が劣り結局採用されなかったが、九七式車載重機関銃開発の際に流用された。また、九九式軽機関銃には7.7 mm×58弾（九九式普通実包・3,517 J）が採用されたが、この弾薬変更の背景には7.92 mm×57弾の高威力があり
、
軽機関銃の口径拡大に合せて九九式短小銃が採用されている点にも、ZB26とモーゼル小銃の同一弾薬による運用が与えた影響を見る事ができる。

尚、戦後に自衛隊向けに開発された64式7.62mm小銃のガス利用式装填機構も、本銃をモデルにしたものである。
第二次世界大戦後、ZB26軽機関銃は国共内戦でも両陣営で大量に使用され、朝鮮戦争にも登場した。またベトミン軍にも供給されて第一次インドシナ戦争を戦っているが、その後東側諸国の兵器がソ連製に統一されるようになると部品や弾も供給されないZB26軽機関銃は少しずつベトナム軍から姿を消していった。
イギリスのブレン軽機関銃は使用弾薬を.303ブリティッシュ弾から7.62x51mm NATO弾に変更してL4機関銃となり、1980年まで使用されたほか、インドなど現用で使用している国もある。
また、崩壊後に凄惨な内戦を招いた旧ユーゴ諸国では、民兵の主装備として7.92 mm×57弾薬を使用するZB26やMG42/M53が使用された事が知られている。

## ギャラリー

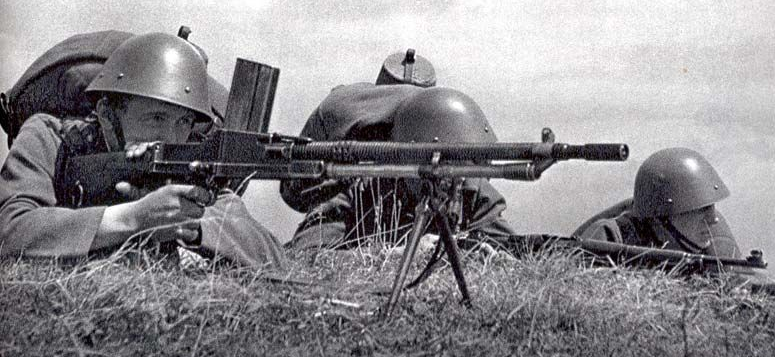
ZB26を使用するチェコスロバキア兵
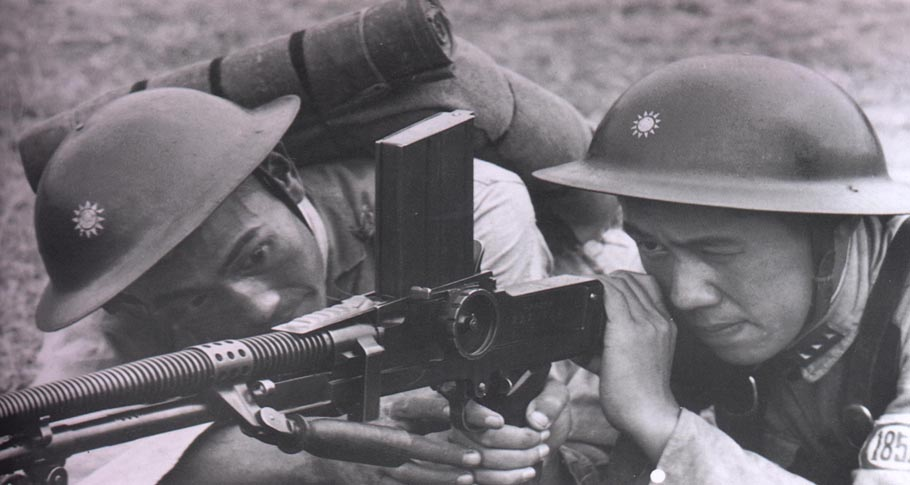
ZB26を使用する国府兵
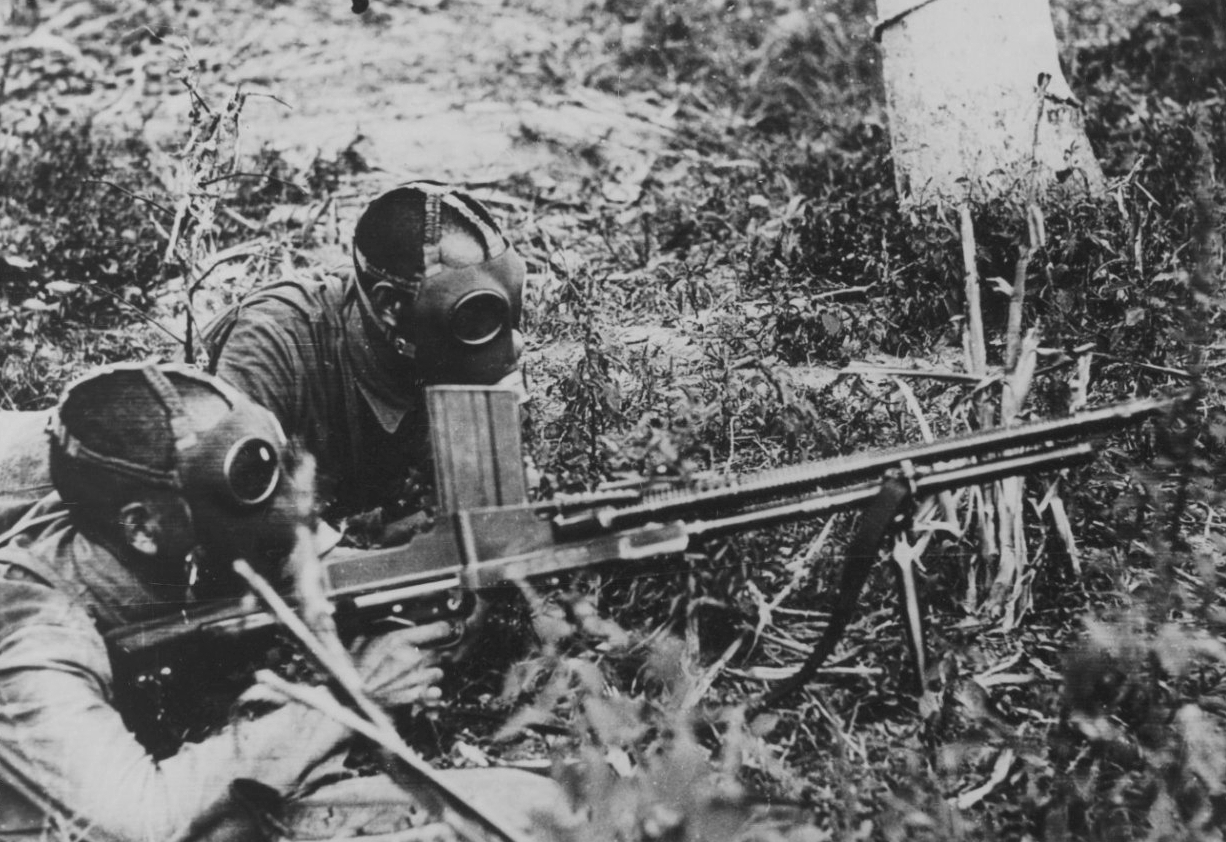
ZB26を使用する国民革命軍兵士
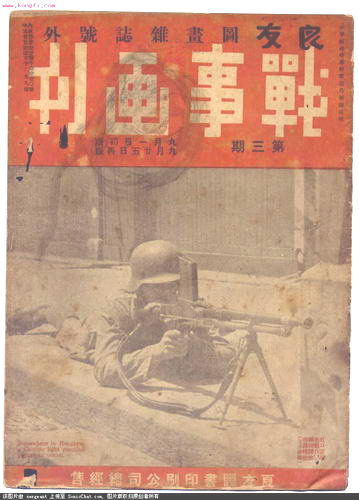
ZB26を使用する国民革命軍兵士
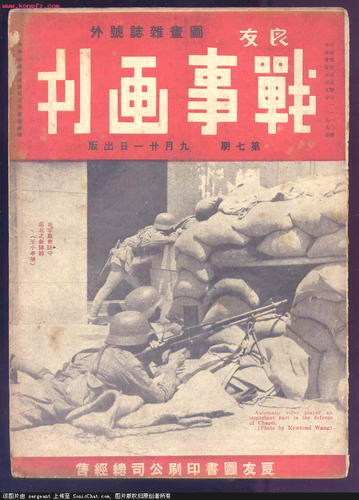
ZB26を使用する国民革命軍兵士
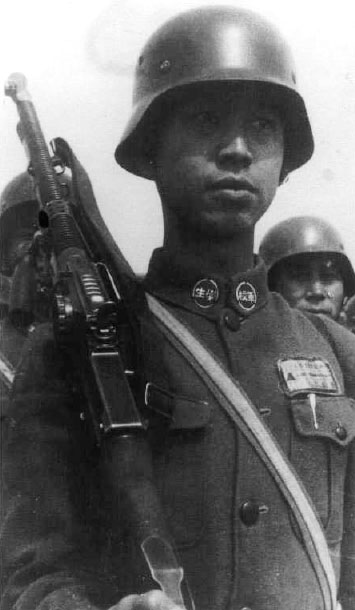
ZB26を装備した国民革命軍兵士
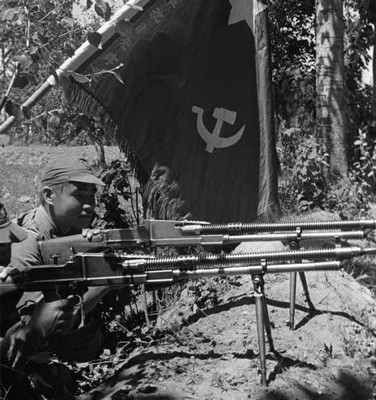
弾倉を装着していないZB26を構えてポーズをとる紅軍兵士
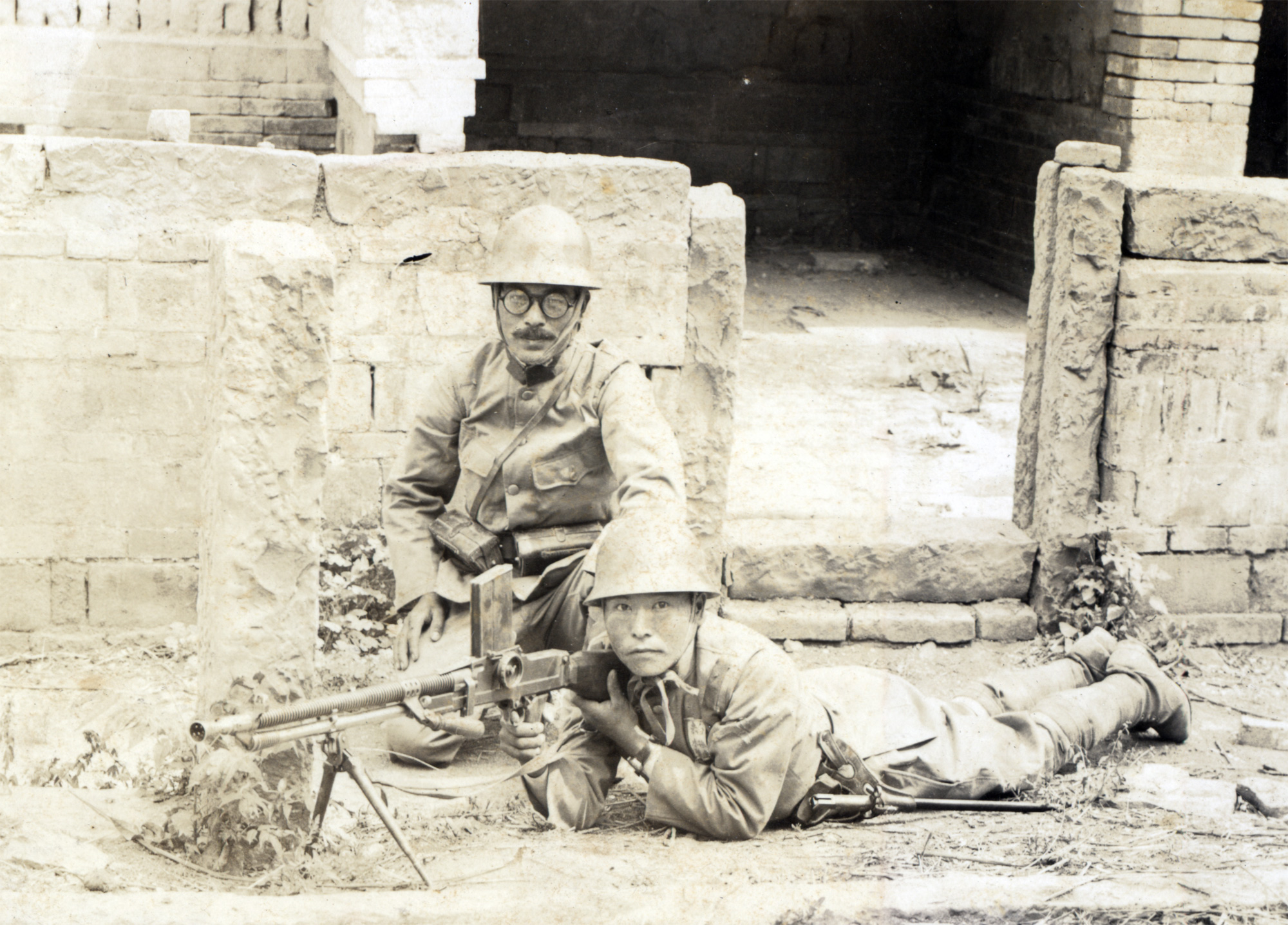
鹵獲したZB26を使用する日本兵(1939年)
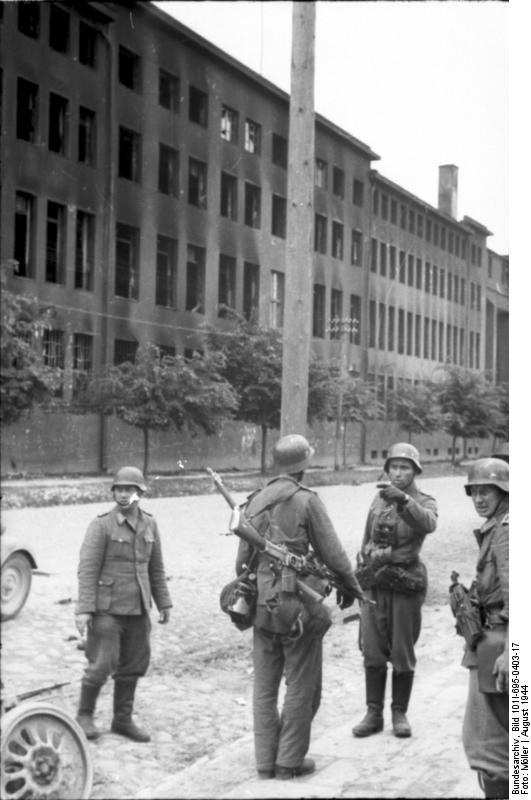
ZB26を装備したSS隊員
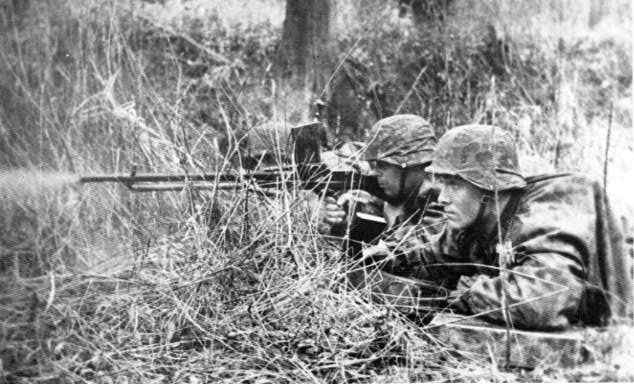
ZB26を使用するSS隊員
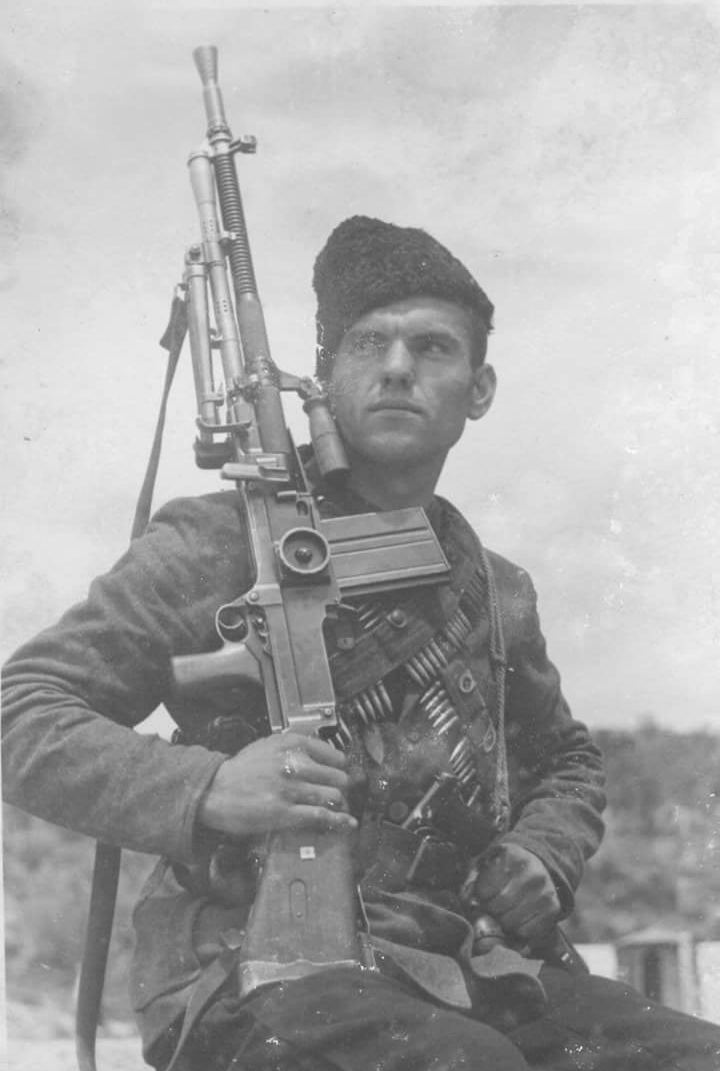
ZB30を装備したユーゴスラビア兵
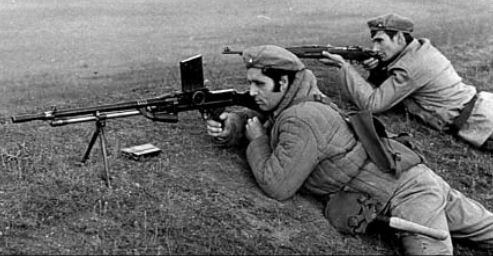
ZB30を使用するルーマニアの愛国防衛隊員

## 登場作品

### 映画
『独立愚連隊』
日本陸軍と八路軍の双方が装備して使用しており、クライマックスでは、主人公の荒木が八路軍へ突撃する際に使用する。

### ゲーム
『ドールズフロントライン』
『Enlisted』
モスクワキャンペーン、チュニジアキャンペーンにて枢軸側で使用可能